# Pont couvert
Pour les articles homonymes, voir Pont.
Ne doit pas être confondu avec Pont bâti.

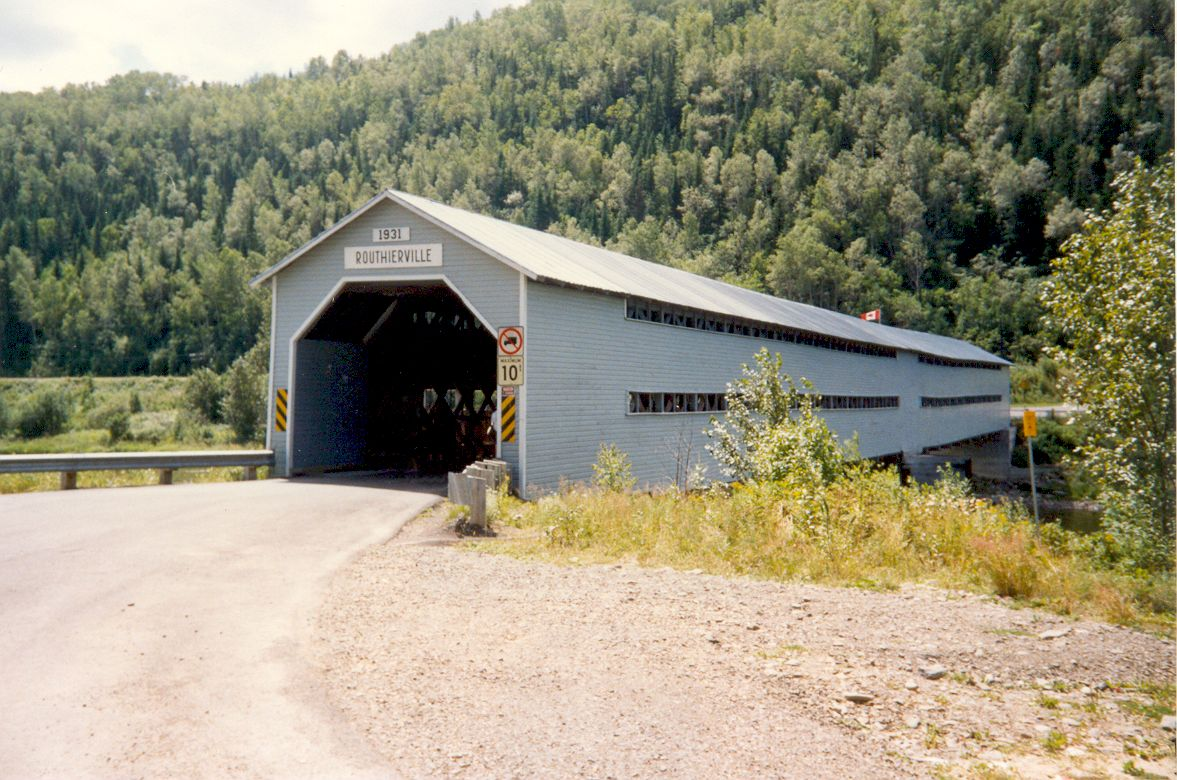
Un pont couvert à Routhierville au Québec.

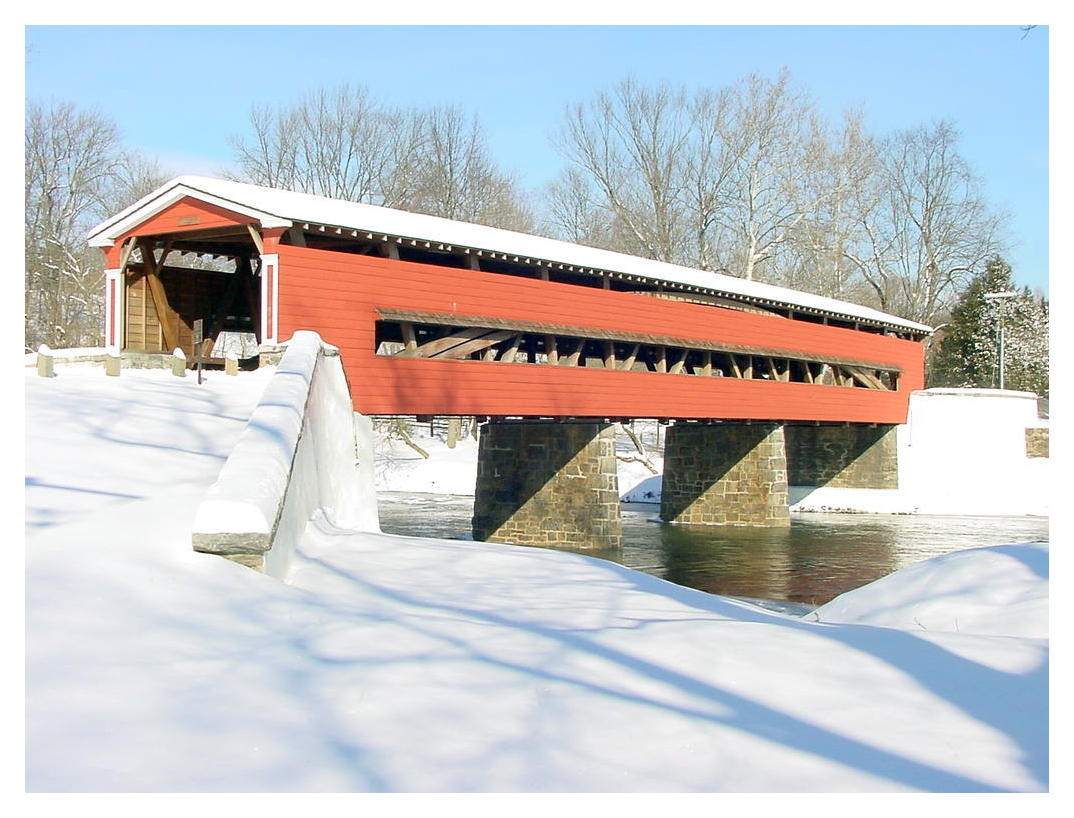
Le pont Smith sur la rivière Brandywine au Delaware (États-Unis).

Un pont couvert est un pont construit le plus souvent en bois, mais parfois aussi en maçonnerie, comportant un plancher supporté par des longerons ou des traverses, appuyé sur deux poutres triangulées et couvert d'une toiture.
L'avantage du pont couvert, qui concerne essentiellement les ponts en bois, est qu'il prolonge sa durée de vie : en protégeant du soleil et de la pluie le matériau du pont lui-même, la durabilité moyenne du pont passe de vingt ans à plus de cent ans.

## Origines
L'origine des ponts couverts remonte au XIIe siècle, en Europe, principalement en Suisse, ainsi qu'en Asie. L'ingénieur Timothy Palmer (Newburyport, Massachusetts, États-Unis) fit construire en 1797 le premier pont avec poutres triangulées en bois (fermes). Long de 167 mètres, il fut construit pour franchir la rivière Schuylkill à Philadelphie et fut nommé Permanent Bridge. Ce n'est cependant qu'en 1806 qu'il fut doté d'un toit, qu'il conserva jusqu'à la fin de son utilisation en 1850.
Palmer décida de faire couvrir le pont d'un toit afin de protéger sa structure des intempéries ; sa durée de vie probable d'une quinzaine d'années passait ainsi à plusieurs décennies. Cette méthode fut alors reprise sur plusieurs autres ouvrages aux États-Unis et au Canada.

## Allemagne
- Dans le massif de l'Eifel, pont couvert sur la rivière Prüm à Irrel.
- Dans le massif du Hochwald, pont couvert sur la rivière Ruwer à Waldrach.
- Wünschendorf-sur-Elster en Thuringe, pont couvert en bois (Historische Holzbrücke Wünschendorf) sur l'Elster Blanche datant du XVIIIe siècle.
- Pont couvert de Bad Säckingen, sur le Rhin, entre Bad Säckingen, et Stein (Argovie) en Suisse.

## Canada

### Nouveau-Brunswick
Le Nouveau-Brunswick compte 66 ponts couverts, parmi lesquels le pont de Hartland situé à Hartland  datant de 1901 qui détient le record de longueur des ponts couverts avec ses 390 mètres qui permettent de traverser le fleuve Saint-Jean.

### Québec

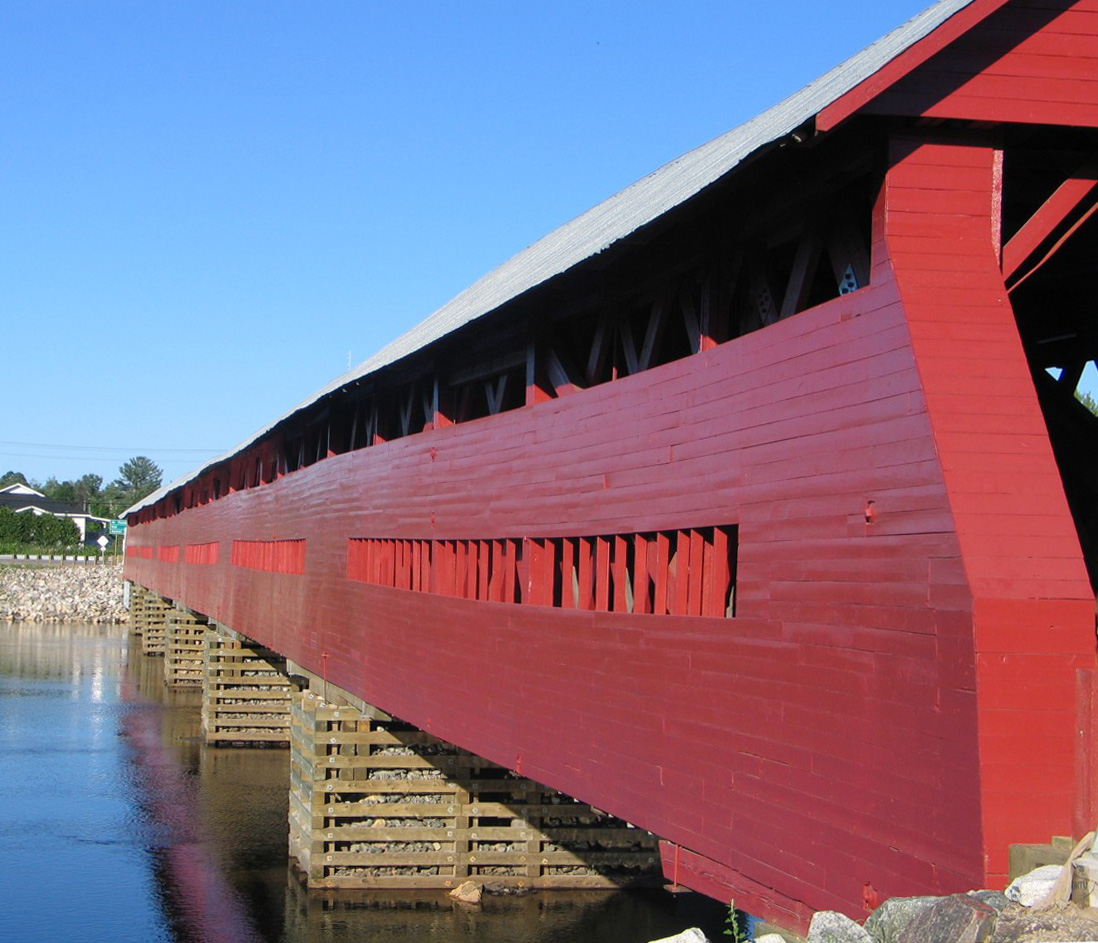
Pont couvert Félix-Gabriel-Marchand de Fort-Coulonge.

Plus de 1 000 ponts couverts ont été bâtis dans la province, le plus récent en 1958 en Abitibi-Témiscamingue.
Le plus vieux pont couvert toujours existant au Québec est celui d'Elgin (Hinchinbrooke) sur la rivière Châteauguay, qui date de 1861. Ce pont a aussi la particularité d'être le seul exemple encore intact au monde à avoir été construit avec des fermes de type McCallum.
Le plus long pont couvert au Québec est celui de la municipalité de Notre-Dame-des-Pins dans la région de la Beauce. Construit en 1928, la structure mesure 154,5 m. Il a cependant 1 mètre de moins que le pont Félix-Gabriel-Marchand si mesuré selon la méthode reconnue officielle.[réf. nécessaire]
Le pont Félix-Gabriel-Marchand de Fort-Coulonge, construit au-dessus de la rivière Coulonge, est l'un des plus longs ponts couverts au Québec, soit 152 mètres. Si mesuré selon la méthode reconnue officielle, le pont Marchand est le plus long pont couvert du Québec. Érigé en 1898 par Augustus Brown de Beachburg en Ontario, le pont a été classé monument historique le 1er juin 1988.
Souvent érigés sur de petites routes rurales, les ponts couverts ont été négligés, si bien que, de ce millier, on n'en comptait plus que 245 en état d'utilisation en 1965, puis 100 en 1980, et enfin 91 en 1997. C'est à cette époque, à la suite de pressions populaires afin de conserver ce patrimoine bâti pittoresque, que l'inventaire et l'inspection des ponts couverts du réseau routier québécois fut entrepris par le ministère des Transports du Québec, afin d'en évaluer l'état, l'intérêt touristique et l'entretien.
Les ponts couverts sont caractérisés par des fermes installées de chaque côté. Une ferme est un assemblage de pièces de bois triangulaires croisées et formant un treillis qui soutient les charges du pont. Au Québec, plusieurs types de fermes ont été utilisés :
- Européen : structures à poinçons simples ou doubles. Il n'existe plus d'exemples de ce type au Québec.
- Town : structure conçue par Ithiel Town en 1820. Treillis de planches à angle de 60°, rivés à chaque croisement par des chevilles de bois. Le pont de Freeport  est un exemple d'utilisation de cette structure.
- Town intermédiaire : conçue au Québec et dérivée de la charpente Town. Ajout d'un poteau en poinçon à tous les 5 mètres à l'intérieur du pont, comme le pont John-Cook.
- Town élaboré : modèle le plus utilisé et également conçu au Québec, il consiste en une structure Town avec des planches de plus petites dimensions, un poteau en poinçon de chaque côté du treillis à tous les 2,5 mètres et des clous au lieu des chevilles de bois. Plusieurs exemples existent toujours, tel le pont Balthazar.
- Howe : inventée par William Howe en 1840, la ferme Howe s'inspire de celle de Stephen Harriman Long avec des croix de Saint-André séparées par des montants verticaux, mais avec l'ajout de tiges métalliques verticales et ajustables, comme pour le pont de Des Rivières.
- McCallum : modèle complexe conçu par Daniel Craig McCallum en 1851. Ce modèle fut peu utilisé, supplanté par les ponts à treillis métallique.

### Autres provinces
On retrouve en 2009 deux ponts couverts en Colombie-Britannique et trois autres en Ontario.

## Chine
La tradition des ponts couverts en Chine est au moins aussi ancienne que dans le reste du monde. De très nombreux ponts couverts  se rencontrent dans plusieurs provinces avec les plus connus, édifiés par le peuple Dong dans la Province de Ghizou, mais également dans les Provinces Fujian et Zhejiang, nombreux et de conceptions très variées, des tours et plusieurs toits surplombant souvent ces édifices.
- le pont de Chéngyáng
- le Pont de Xijin

## États-Unis

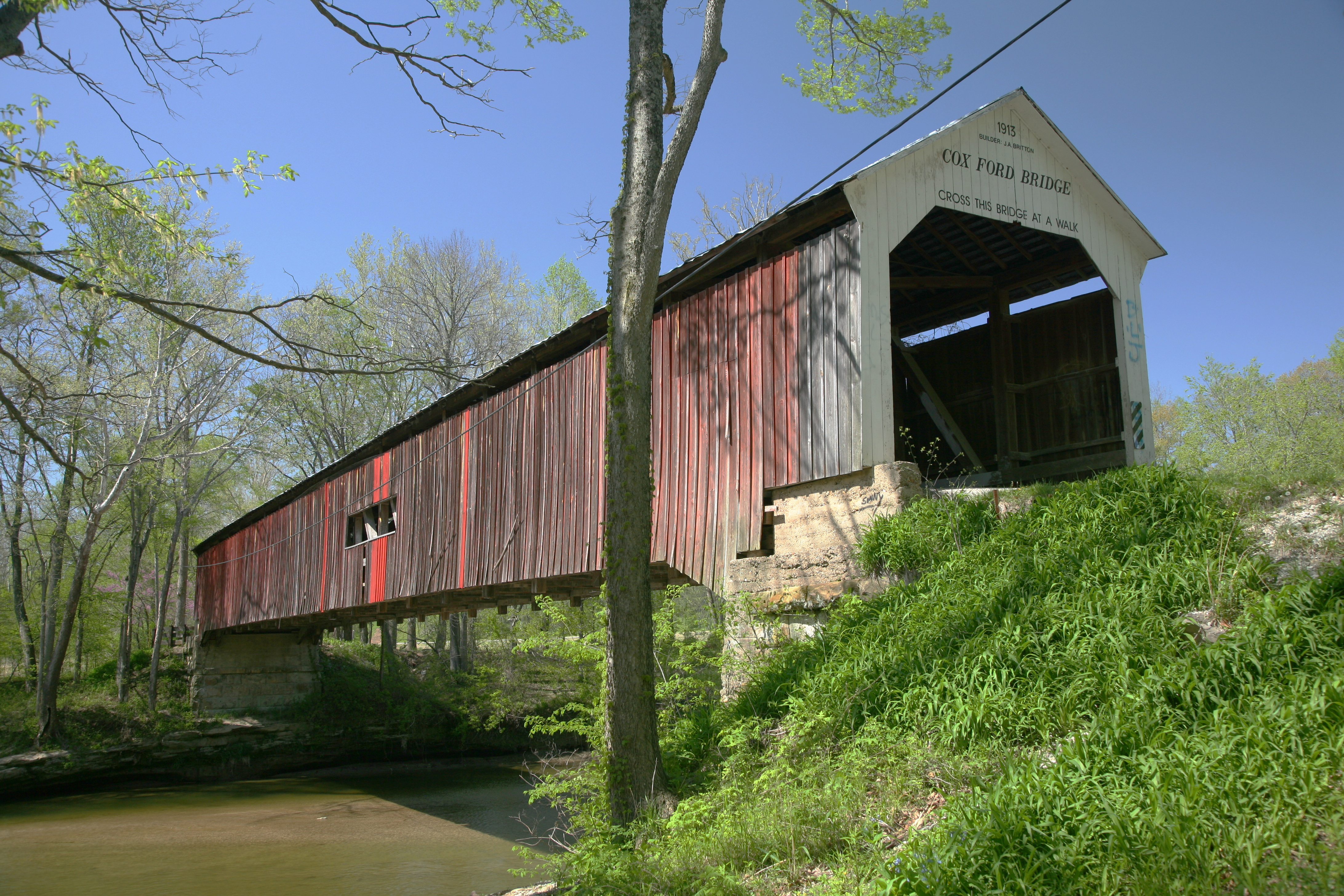
Le pont couvert Cox Ford dans le parc Turkey Run (Indiana).

Aux États-Unis, plus de 825 ponts couverts existent toujours, surtout en Nouvelle-Angleterre et dans le midwest : on les retrouve en Pennsylvanie (environ 200), en Ohio (environ 135), en Indiana (environ 95), au Vermont (environ 106), au New Hampshire (environ 50) en Oregon (environ 50) et au Maine (environ 9). Ceux de Madison, dans l'Iowa, sont célèbres pour avoir été le lieu du roman The Bridges of Madison County de Robert James Waller et du film de Clint Eastwood (Sur la route de Madison).

## France

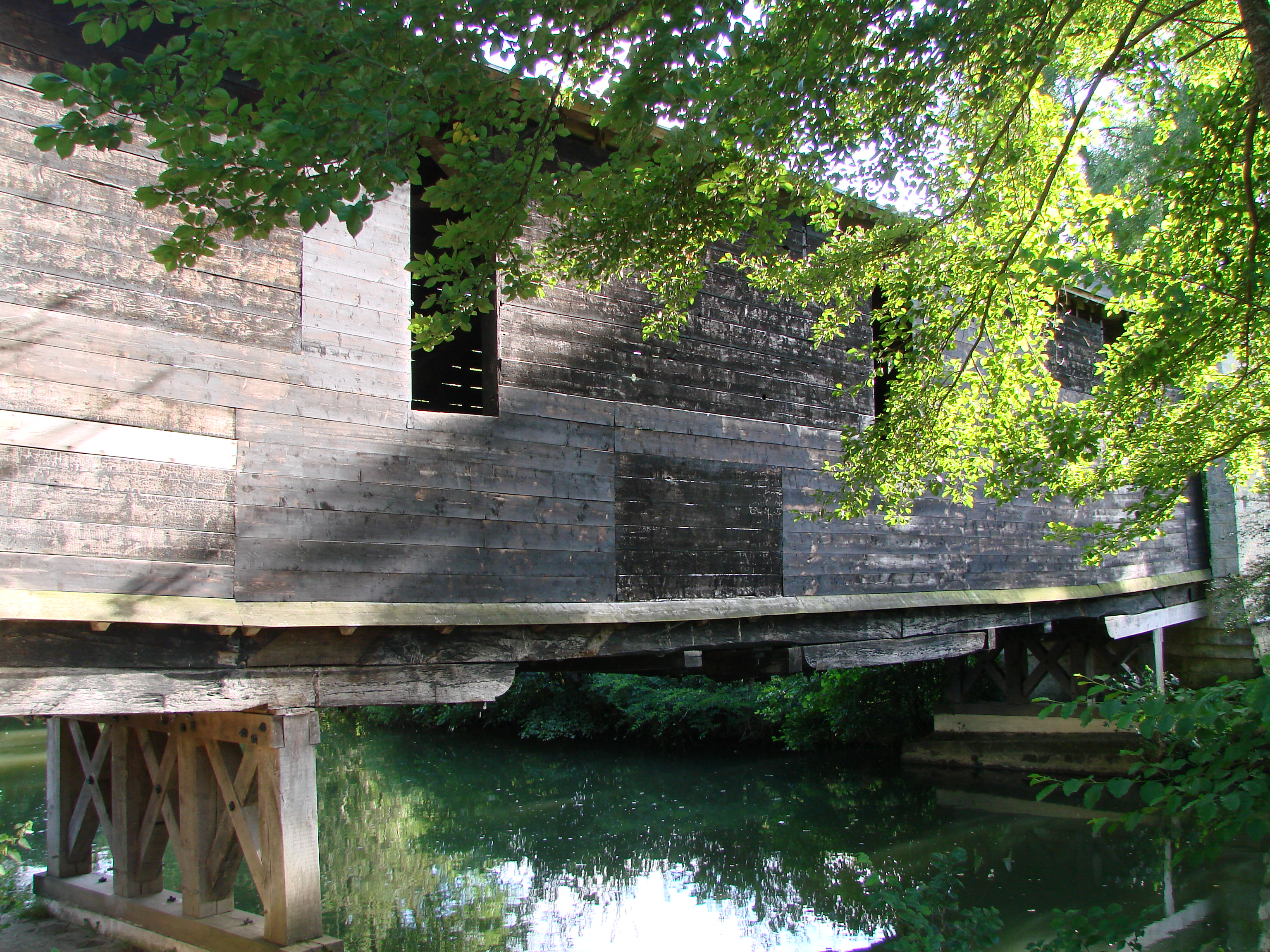
Pont de bois couvert sur la Bouzanne.

La France ayant une tradition bien établie de construction de ponts en maçonnerie (pierre puis béton) et en métal, l'emploi du bois était réservé aux ouvrages temporaires ou aux ponceaux. Il n'existe donc qu'un seul pont en bois couvert ancien, sur la commune du Pont-Chrétien-Chabenet dans l'Indre. C'était un pont de service établi sur la Bouzanne. Ce pont de bois couvert, unique en France, a été construit à la suite d'un arrêté préfectoral du 7 novembre 1855 autorisant Louis Thomas Benjamin, comte de Poix, à construire un pont de bois pour réunir les divers héritages dont il était propriétaire. Il fut rapidement doublé par un pont routier sans être démoli et est resté utilisé pour un trafic agricole modeste. Il a été restauré récemment et est désormais réservé aux piétons.

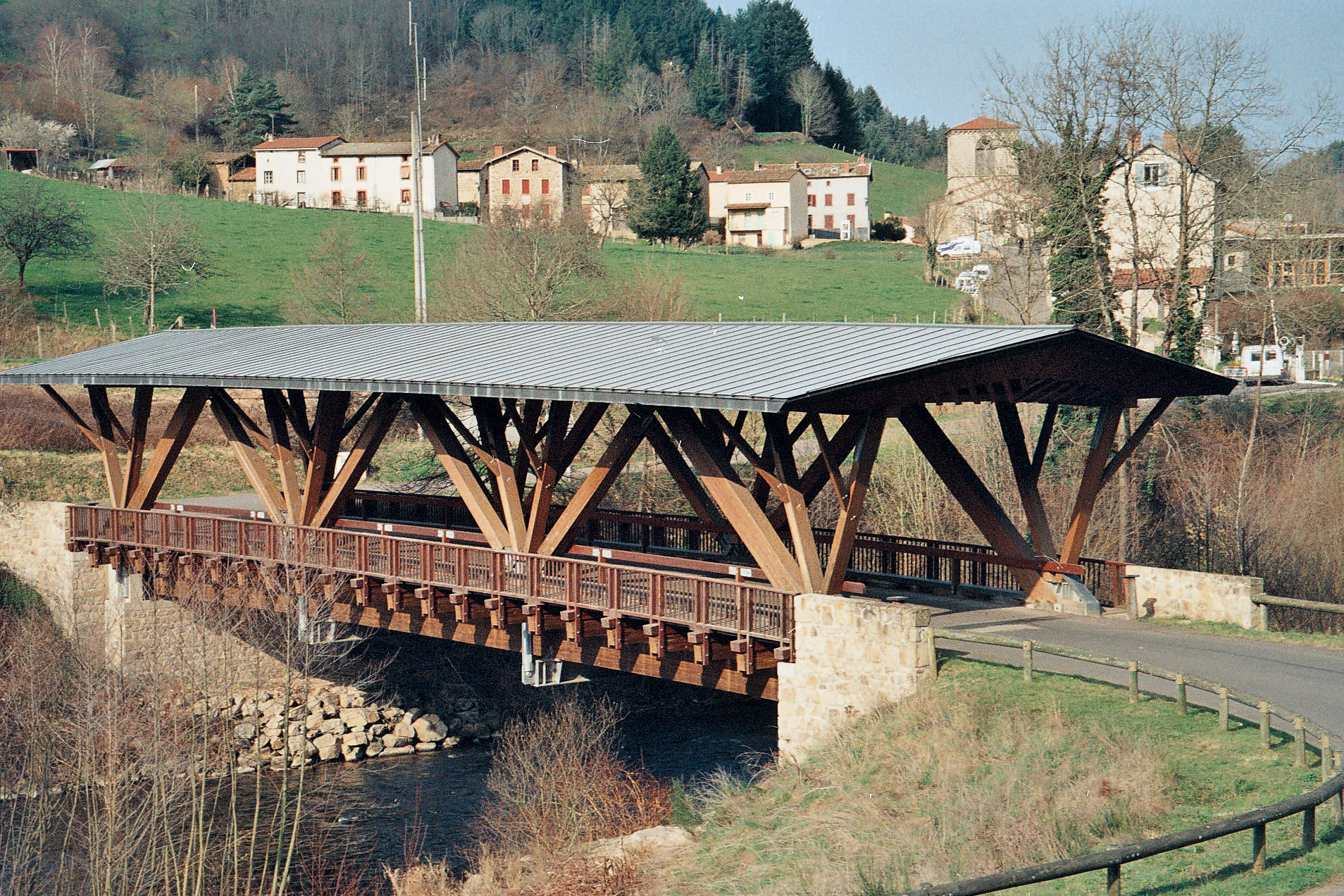
Pont couvert routier de Saint-Gervais-sous-Meymont.

La mise au point du lamellé collé et la preuve de ses capacités et de sa durabilité pour la construction de halles a conduit à la réalisation de nombreuses passerelles et de quelques ponts routiers en bois, la plupart du temps non couverts. Aussi, le pont couvert moderne de Saint-Gervais-sous-Meymont reste une exception. Construit au milieu des années 1990, il a une portée de 33 m et n'est pas limité en charge. Il permet à la route départementale 906 de franchir la Dore, dans le Puy-de-Dôme.
En 2000, a été lancé le pont des Fayettes, à structure mixte bois, métal (pour les tirants) et béton (pour le tablier). Il est couvert de bardeaux en bois. C'est un pont routier sans limite de charge permettant à la D526 de franchir la Bonne près de Valbonnais (Isère).
En revanche, on connaît comme ponts-couverts en maçonnerie ceux de Rive-de-Gier (Loire), au-dessus de la rue du canal, anciennement le canal de Givors, et de Narbonne, le fameux Pont des Marchands.

### Strasbourg
Les ponts couverts de Strasbourg, sur la rivière Ill, précèdent de quelques années la fortification de la ville par Vauban après la prise de la ville par Louis XIV, le 30 septembre 1681. Ils avaient pour fonction de protéger les accès fluviaux de la ville impériale libre de Strasbourg, relevant alors de l'Empire mais possédant un statut d'immédiateté et une large autonomie permettant l'établissement d'une douane propre. Les ponts couverts servaient donc de point de passage obligé entre les villes alsaciennes, toutes situées en amont de Strasbourg sur l'Ill et le Rhin situé à 10 km en aval de Strasbourg, et donnaient accès aux richesses culturelles et au savoir renommé de la « ville des routes ».

## Italie

### Pavie

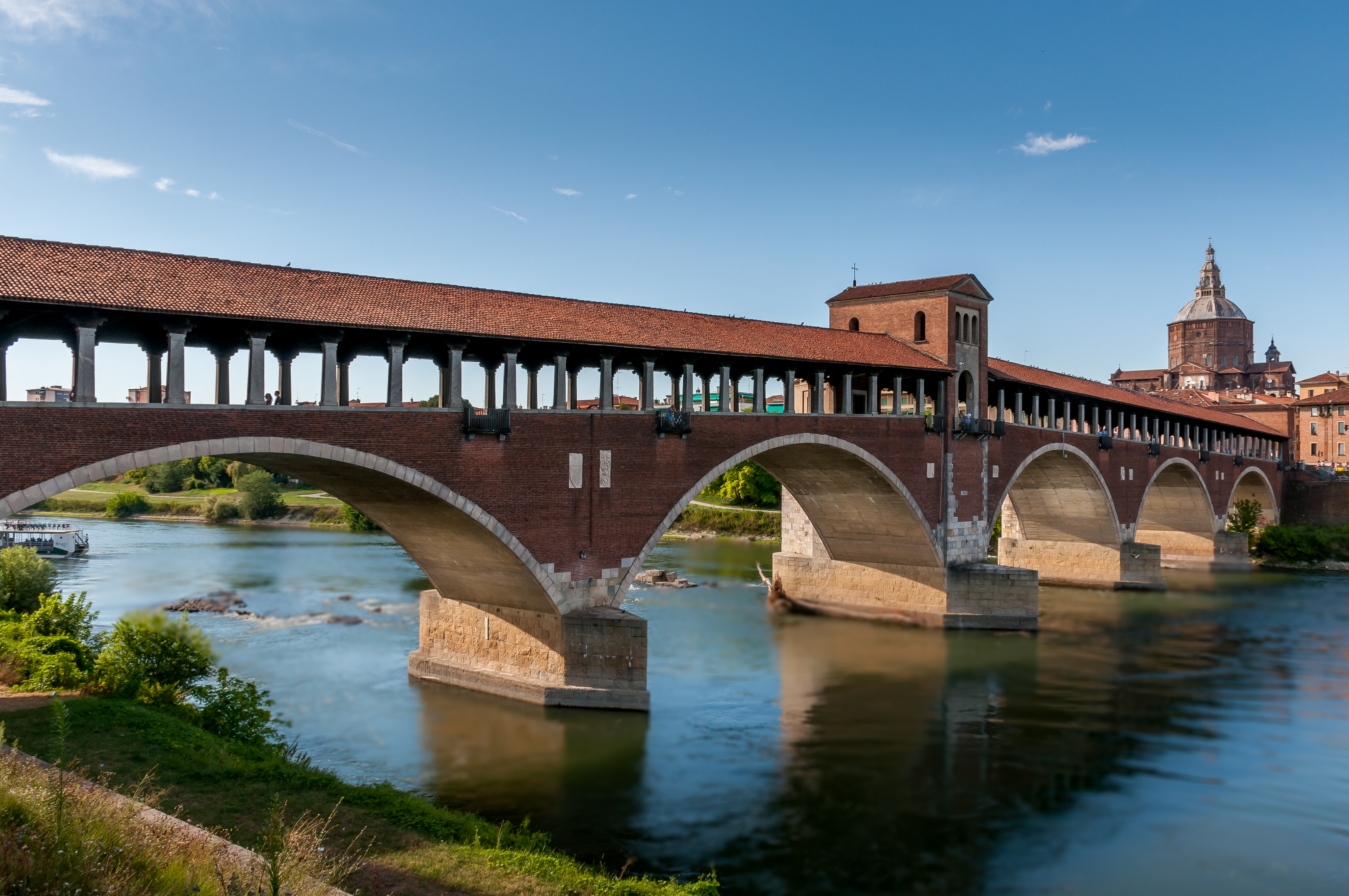
Pavie, Ponte Coperto.

Le Ponte Coperto à Pavie est un pont en arc de pierre et de brique sur le fleuve Tessin à Pavie, en Italie. Le pont précédent, datant de 1354 (lui-même remplaçant une construction romaine), a été fortement endommagé par l'action alliée en 1945. Un débat sur l'opportunité de réparer ou de remplacer le pont a pris fin lorsque le pont s'est partiellement effondré en 1947, nécessitant une nouvelle construction, qui a commencé en 1949.

## Luxembourg
Plusieurs ponts couverts sur la Sûre (rivière).

## Suisse
La Suisse est sans doute l'un des premiers pays européens à avoir construit des ponts couverts en bois :
- le pont de Berne qui fut le premier pont de la ville de Fribourg, construit aux environs de 1250 et long de 40 m[9].
- le pont couvert de Büren an der Aare, reconstruit en 1821 et long de 108 m.
- le pont couvert entre Diessenhofen et Gailingen am Hochrhein (Allemagne), long de 87 m.
- le célèbre Kapellbrücke de Lucerne, construit en 1365, le plus long avec ses 204 m.
- le Spreuerbrücke, pont en bois de la ville de Lucerne, couvert, nommé aussi « Pont de la Danse des Morts » par la nature des 67 panneaux de Kaspar Meglinger (1626-1635).
- le Hohe Brücke, construit en 1893, long de 48 m et haut de 100 m, dans le Melchtal, le plus haut pont couvert d'Europe en bois[10].

- Pont couvert de Bad Säckingen, sur le Rhin, entre Bad Säckingen, et Stein (Argovie) en Suisse.
- Pont couvert de Baden dans le canton d'Argovie en Suisse
- Pont couvert de Wettingen-Neuenhof entre Wettingen et Neuenhof dans le canton d'Argovie en Suisse

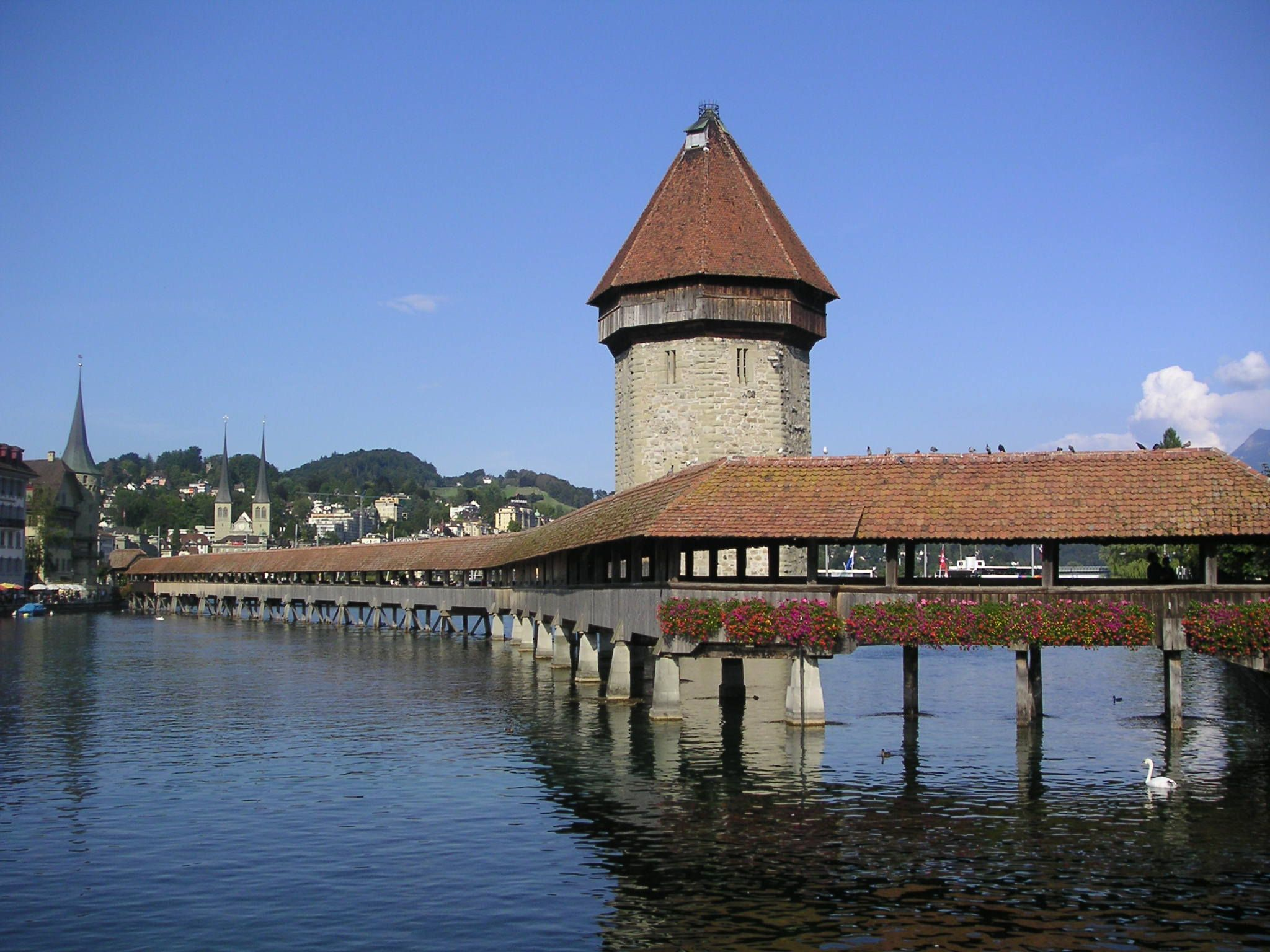
Pont couvert Kapellbrücke à Lucerne, Suisse.
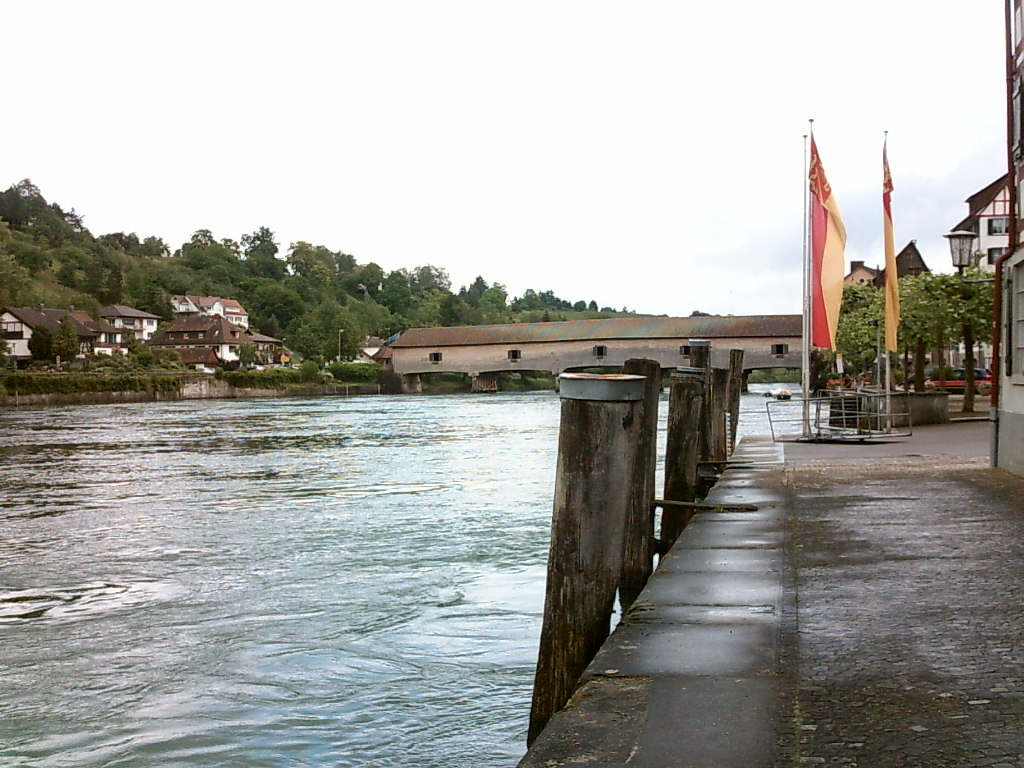
Le Rheinbrücke à Diessenhofen, Suisse.
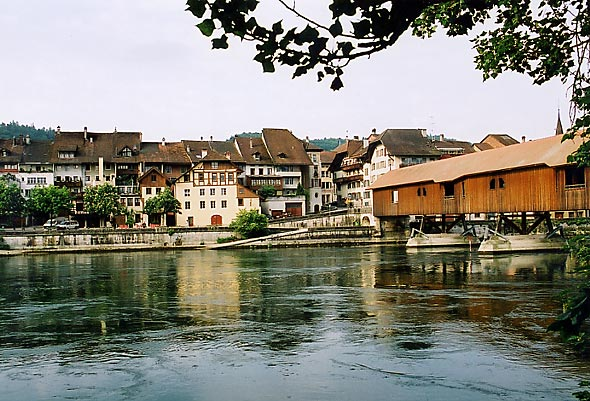
Le Holzbrücke de Büren an der Aare.
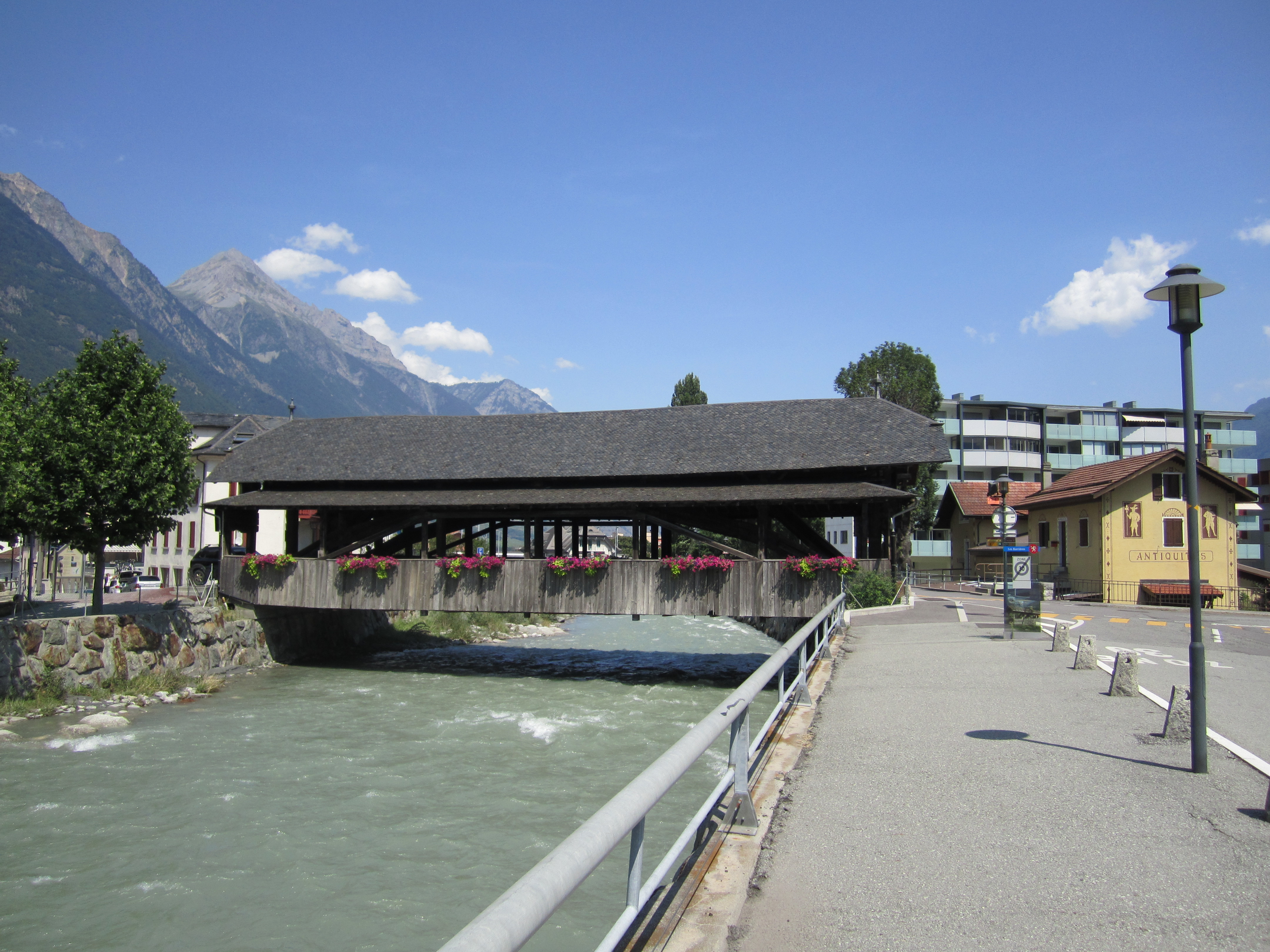
Le Pont de la Bâtiaz à Martigny.

## Viêt Nam
- Au Viêt Nam, le pont couvert de Hôi An, construit en 1593 par les Japonais, pour relier les communautés Chinoises et Japonaises. Chaque extrémité est gardée par un couple de chiens et de singes.

## Galerie de photos

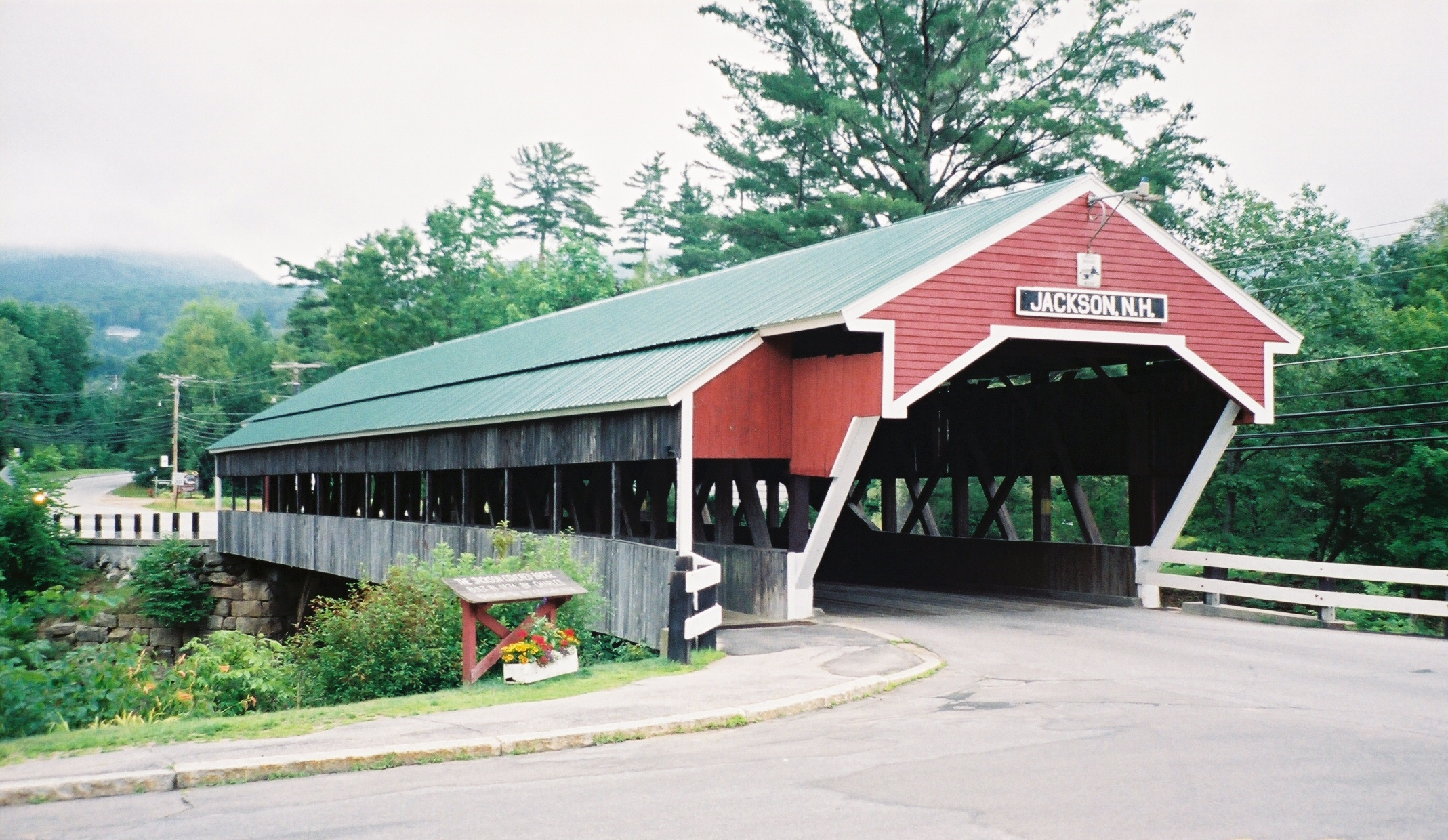
Pont Honeymoon, New Hampshire États-Unis.
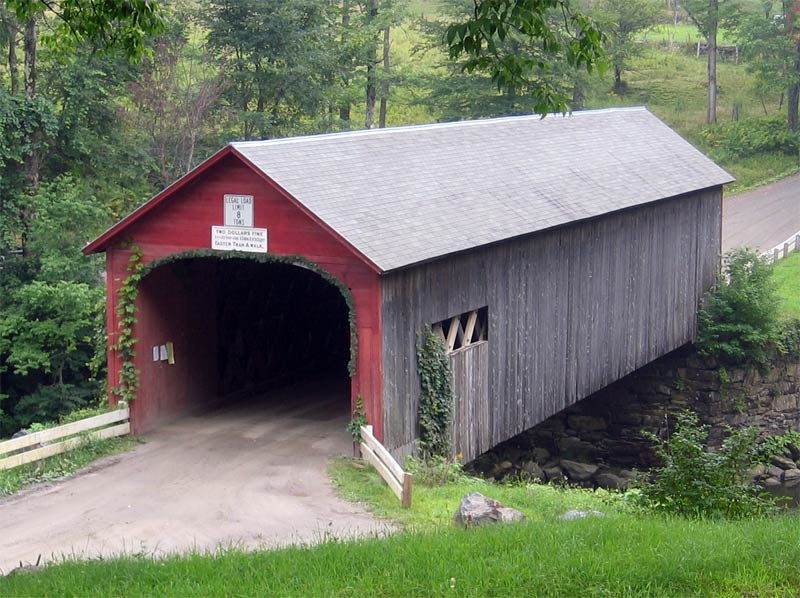
Guilford (Vermont).
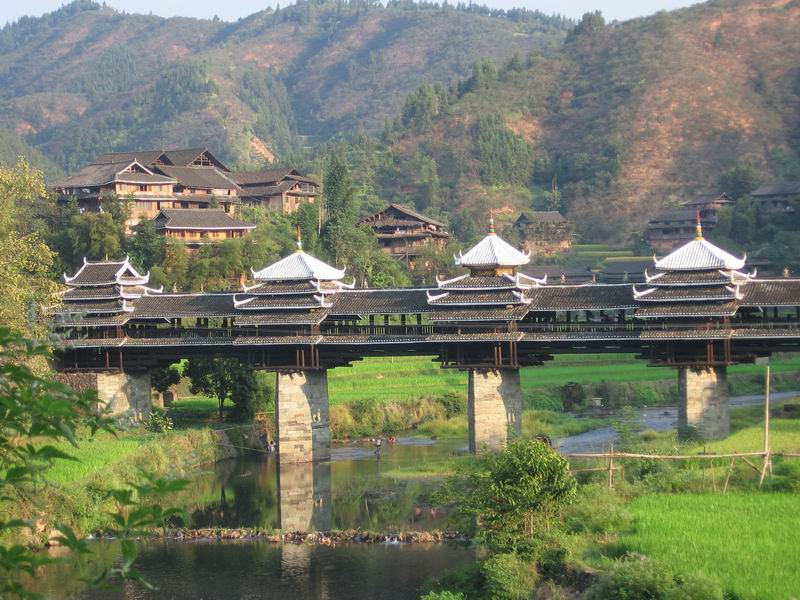
Guangxi, Chine.
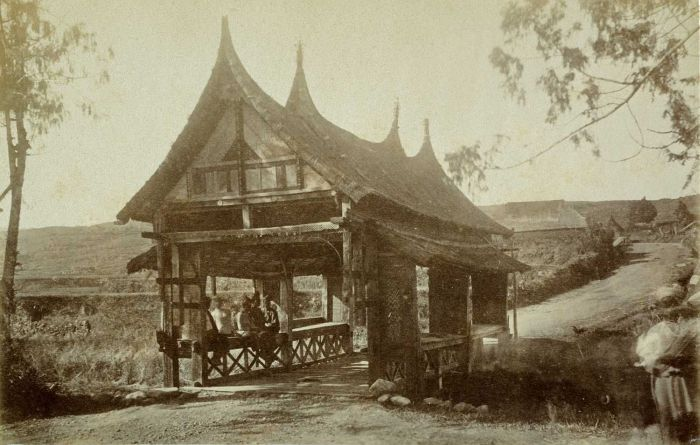
Pont couvert dans l'ouest de Sumatra en Indonésie (1877-1879).
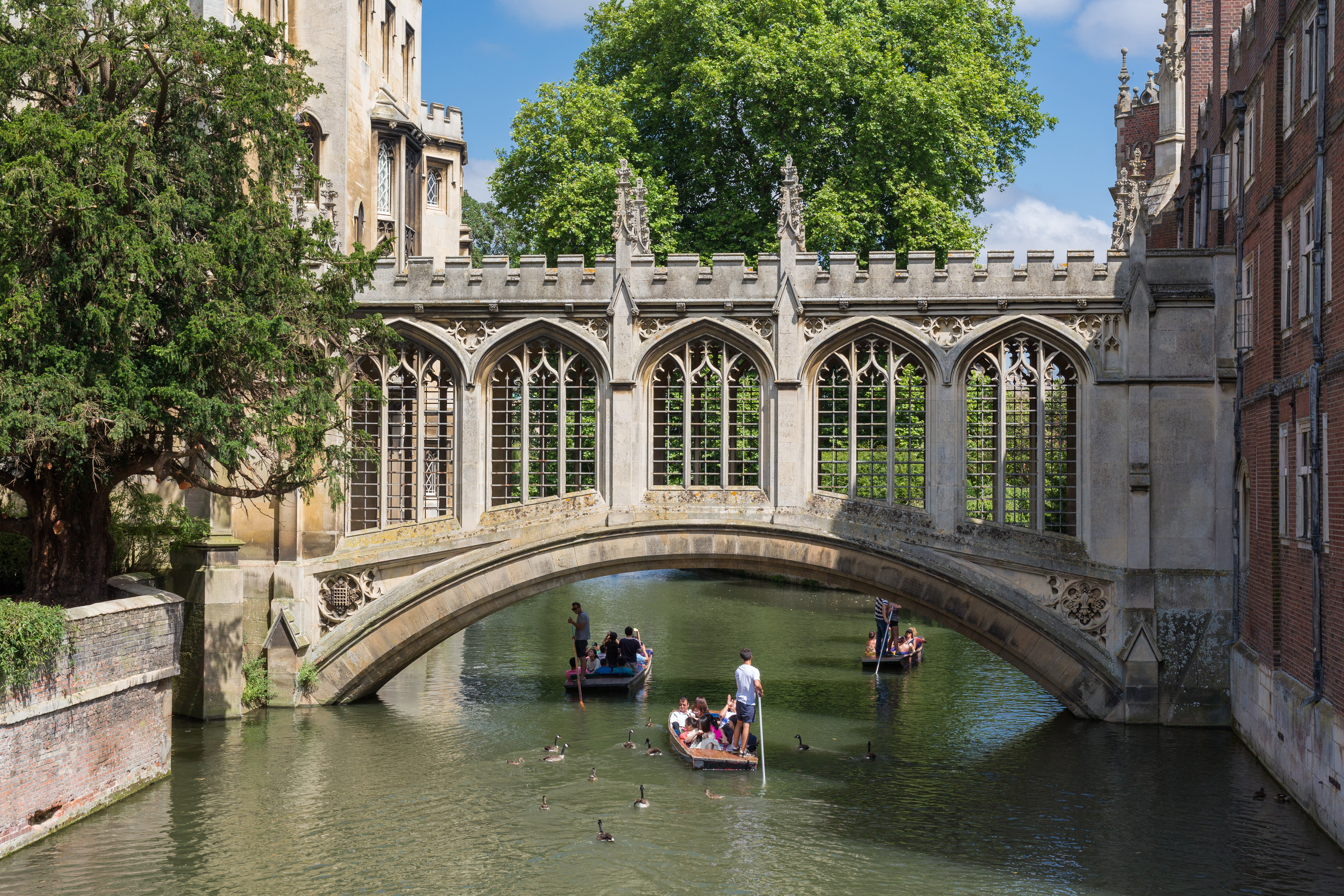
Bridge of Sighs, Cambridge.
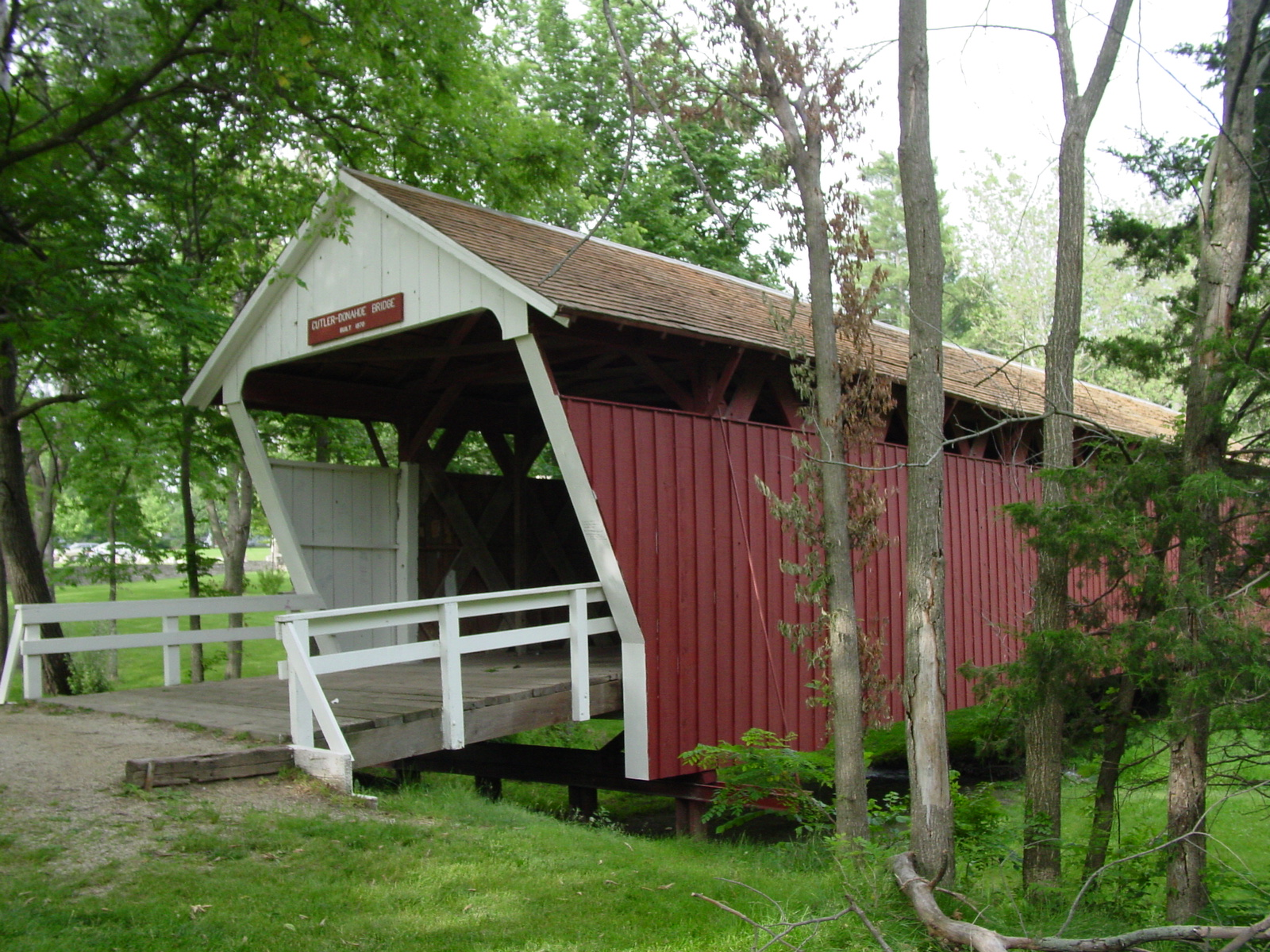
Le pont Cutler-Donahoe dans le parc de la ville de Winterset.
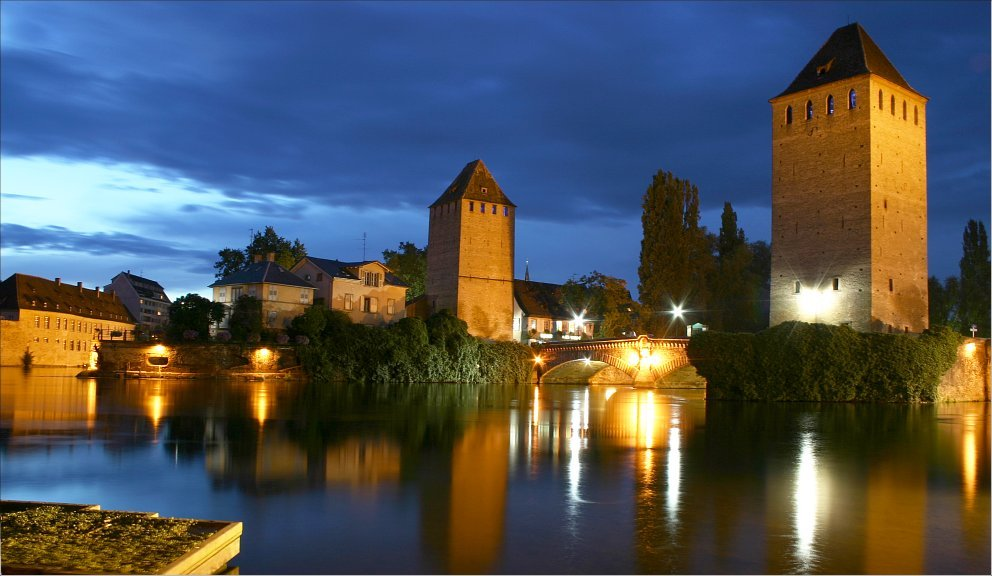
Les Ponts Couverts de Strasbourg.
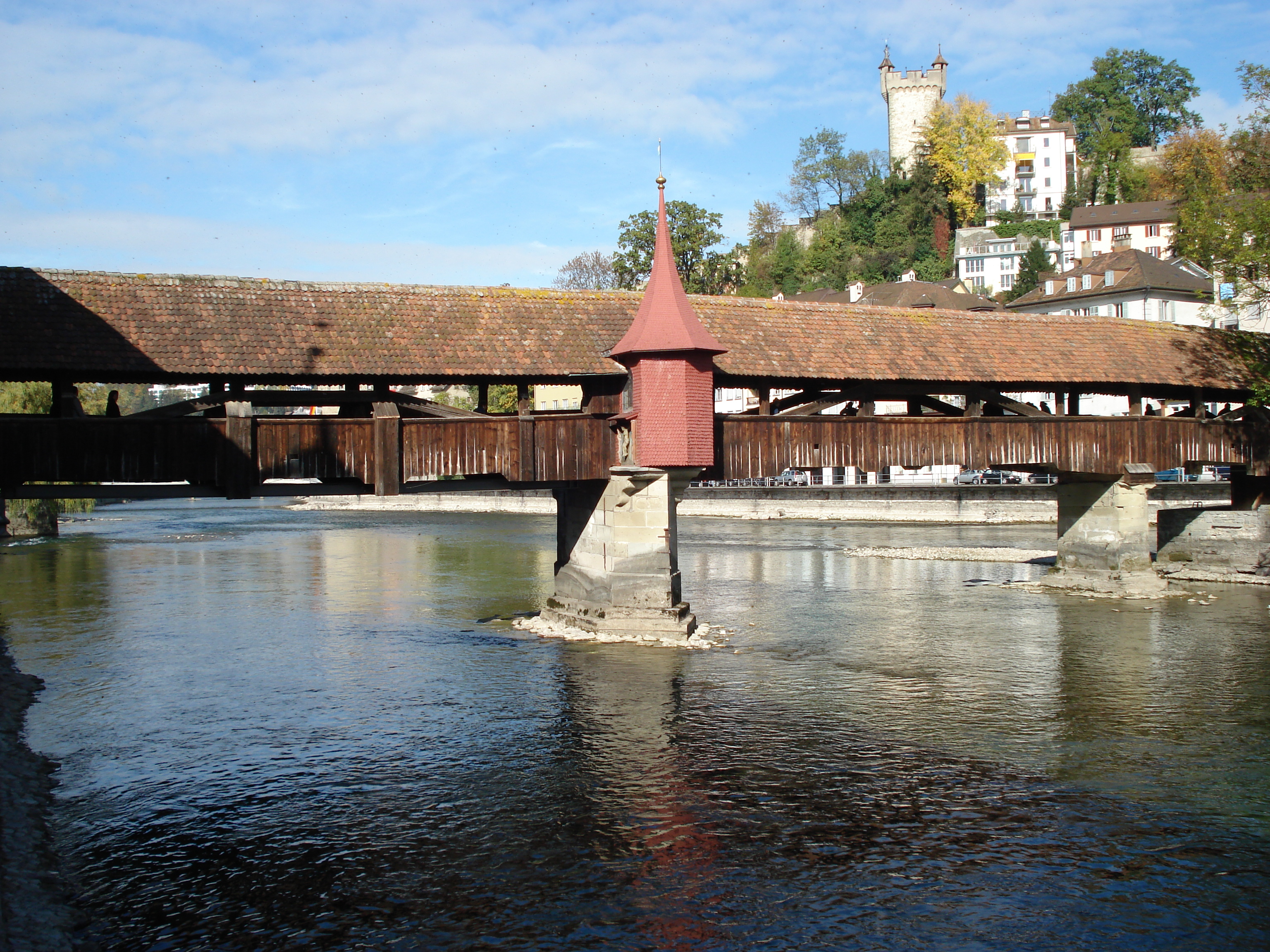
Le Spreuerbrücke de Lucerne.
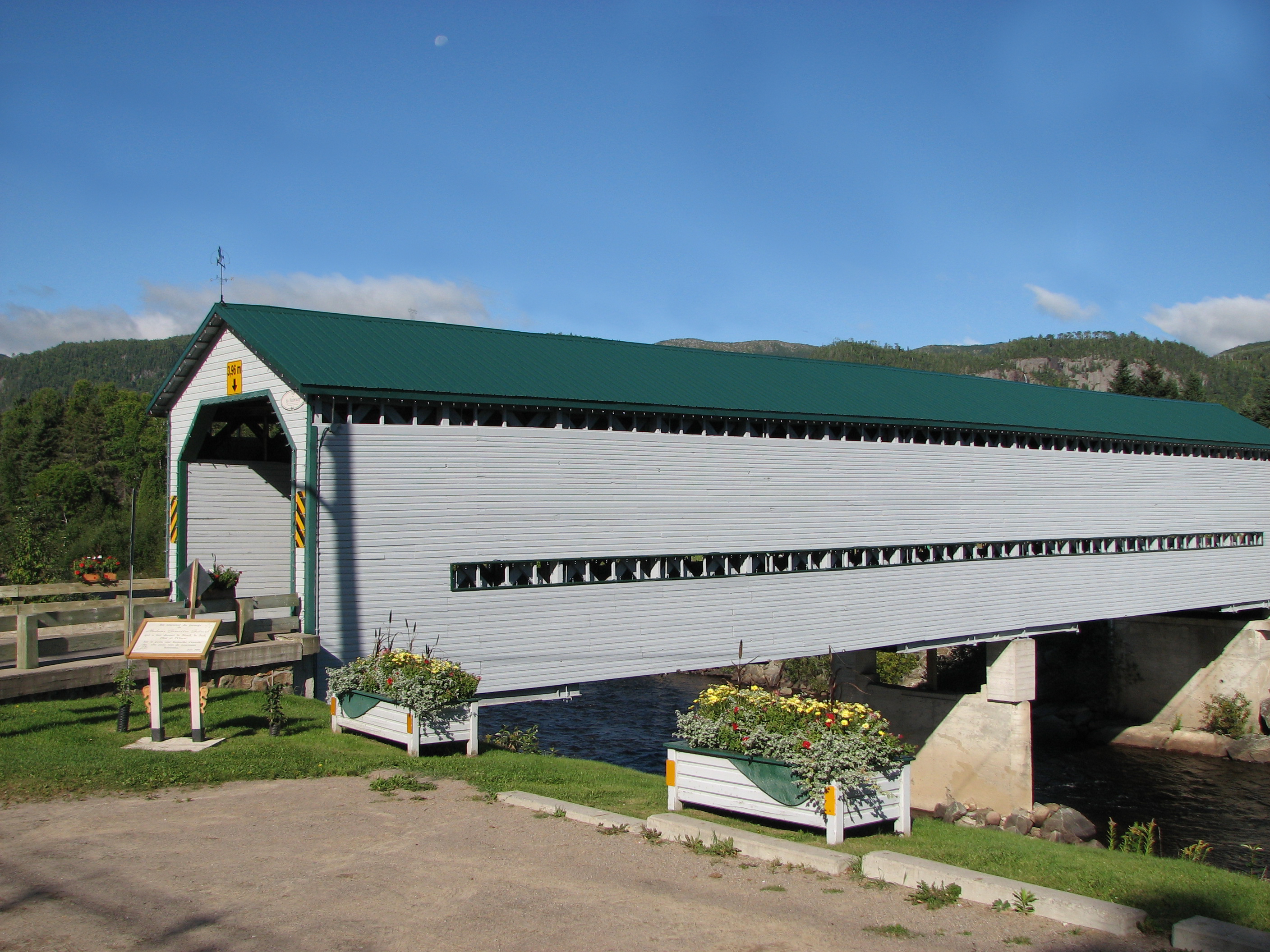
Pont couvert de L'Anse-Saint-Jean (Québec).
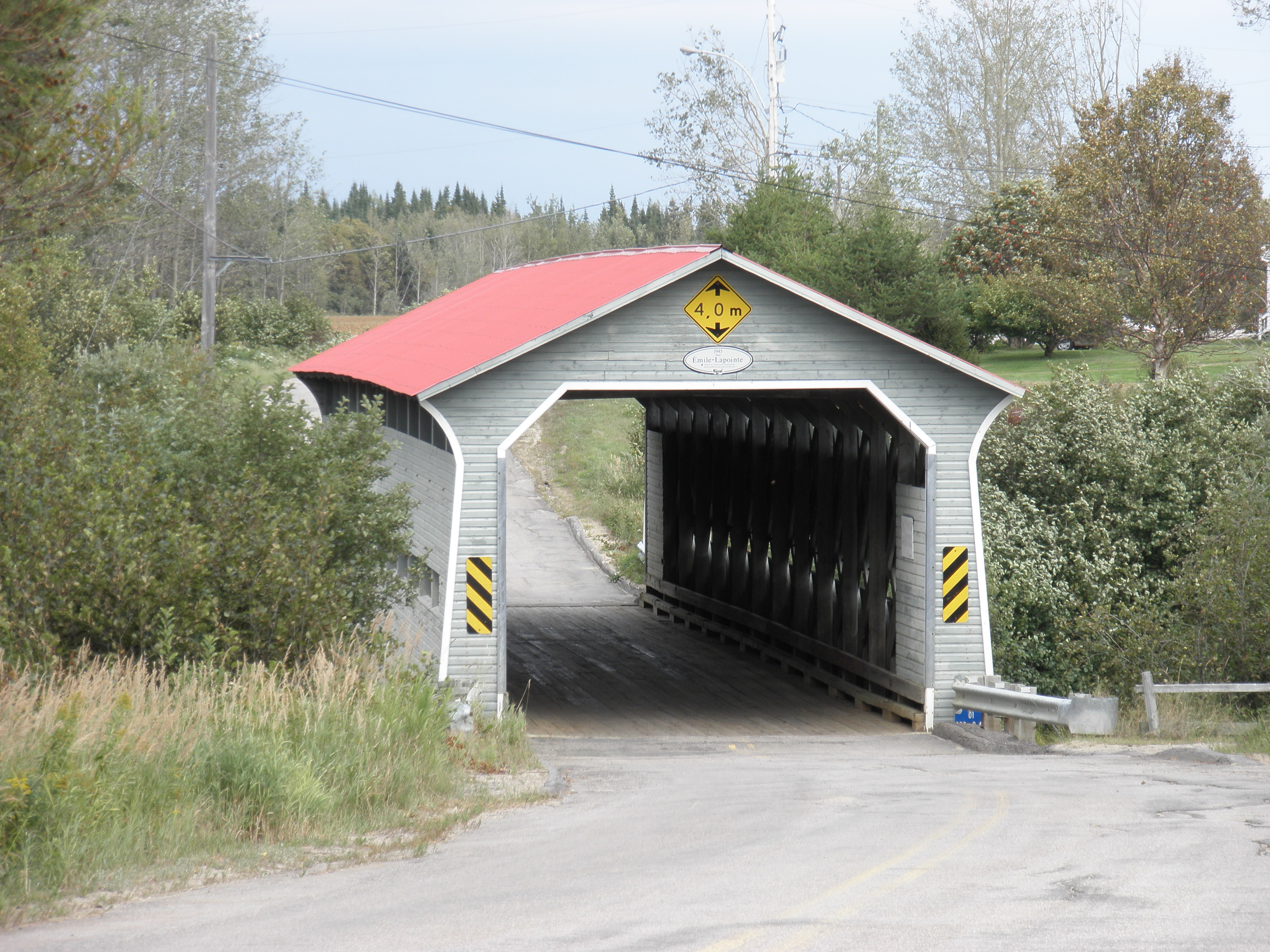
Pont couvert de Baie St-Ludger, Pointe-aux-Outardes, Québec.
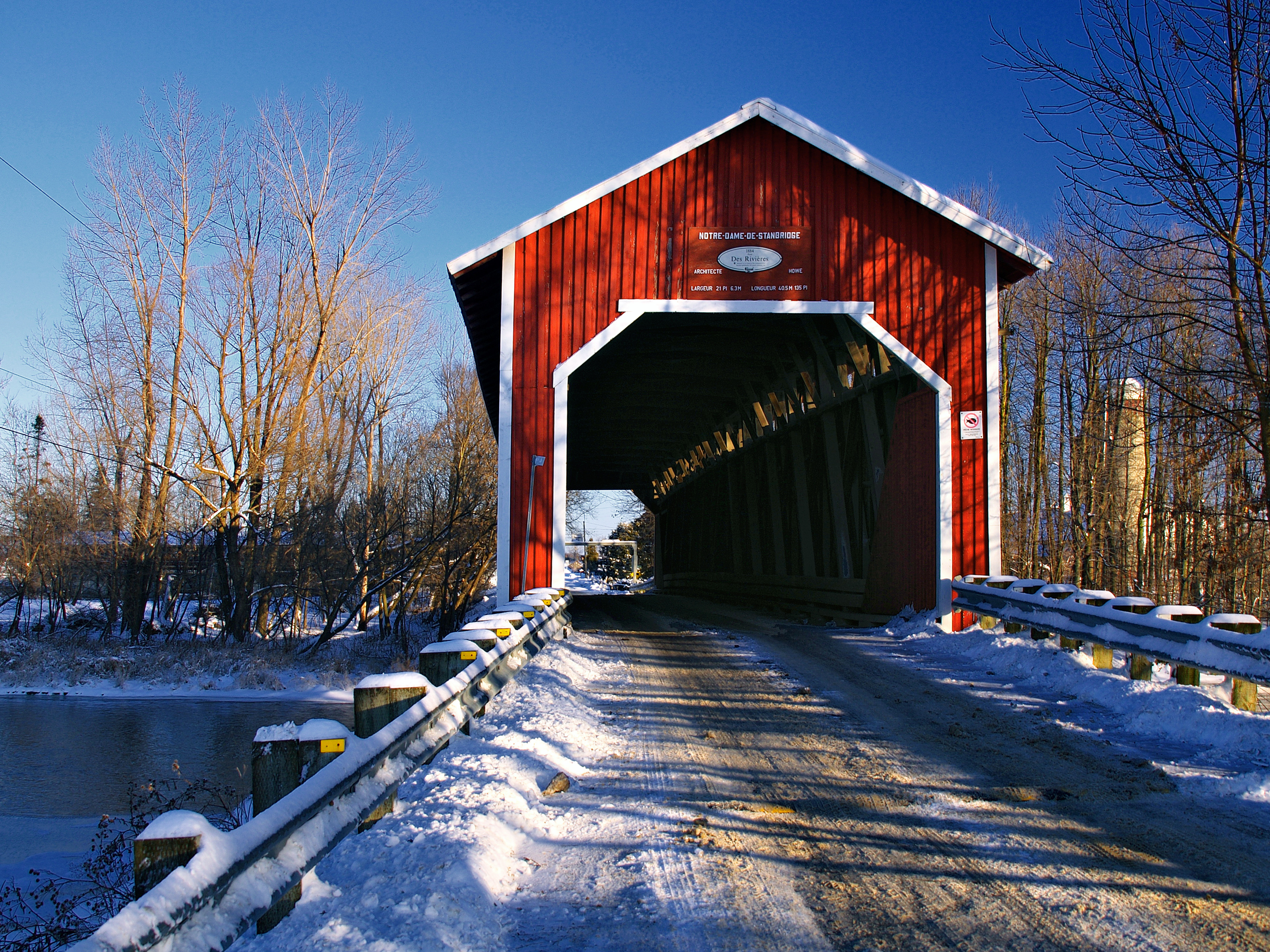
Le pont de Des Rivières à Notre-Dame-de-Stanbridge, Québec.
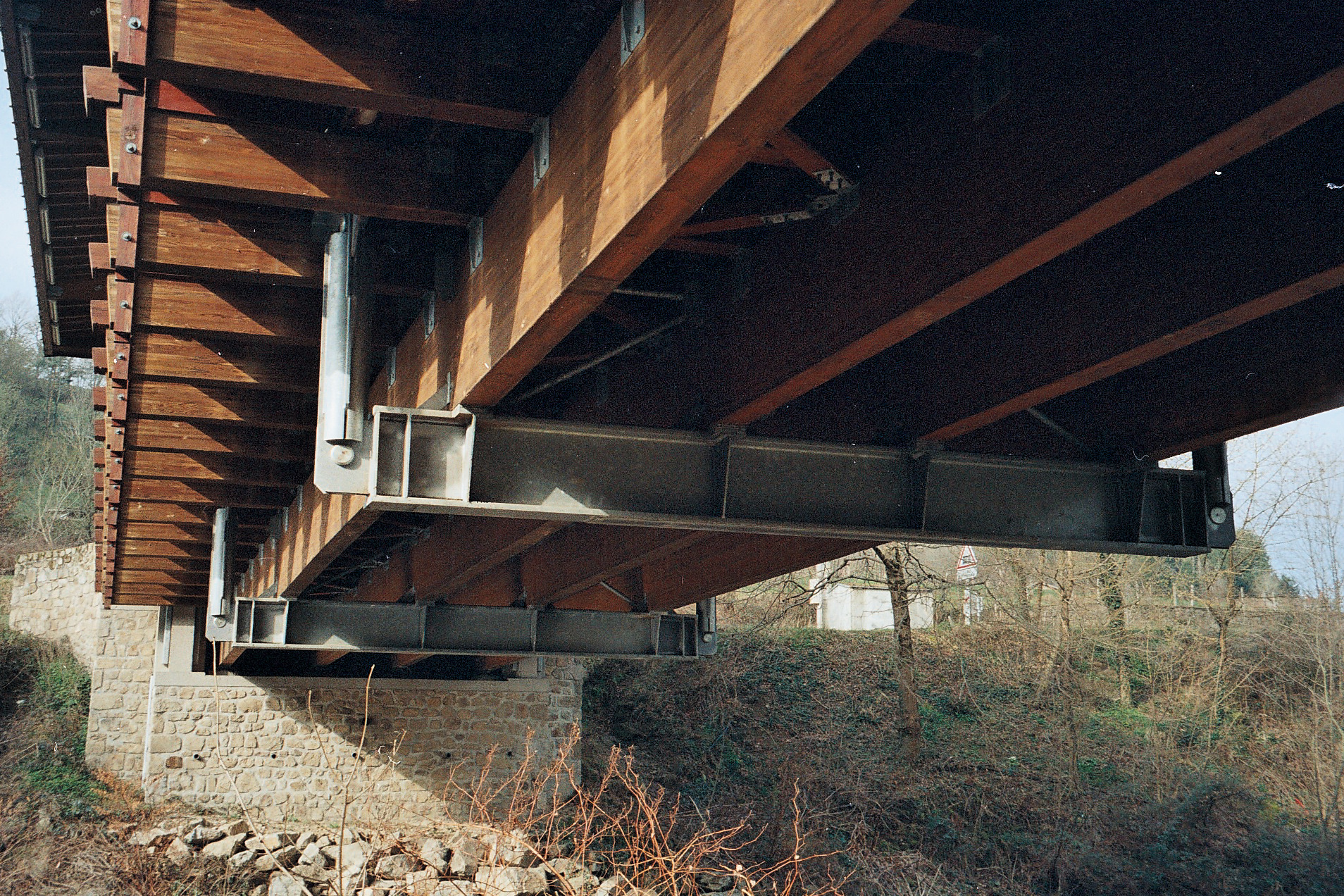
Tablier du pont couvert de Saint-Gervais-sous-Meymont.